# La Trétoire
La Trétoire är en kommun i departementet Seine-et-Marne i regionen Île-de-France i norra Frankrike. Kommunen ligger i kantonen Rebais som tillhör arrondissementet Provins. År 2022 hade La Trétoire 467 invånare.

## Befolkningsutveckling
Antalet invånare i kommunen La Trétoire
| Referens: INSEE |